# داربسر
روستای داربسر در ده کیلومتری غرب بوکان واقع شده‌است. دارای ۶۰ خانوار و جمعیتی در حدود ۲۵۰ نفر است. در سر راه پیر محمد از اماکن مذهبی بوکان قرار دارد. شغل همه ساکنان روستا کشاورزی و دامداری است. دارای آب، برق، تلفن، خانه بهداشت و راه آسفالته‌است. روستاهای همسایه داربسر عبارت‌اند از محمودآباد در جنوب شرقی، کانی پانکه علیا در جنوب، بوغداداغی در جنوب غربی، کانی پانکه سفلا در غرب، قره‌کند در شمال غربی و در شمال و شمال شرقی و شرق اختتر. در جنوب غربی روستا و در فاصله ۲ کیلومتری از ده تپه ای باستانی ودست ساز (به قول کردی توربین ریژ) وجود دارد که قدمت آن به زمان اشکانیان می‌رسد. که متأسفانه حفاری‌های بسیار گسترده و غیرمجاز توسط افراد سود جو در آن صورت گرفته‌است. چشمه‌های متعددی در اطراف روستا وجود دارد ازجمله چشمه پیرزاد، حه وته وانان، کانی عه یز، کانی زیرینه، کانی بردینه و … که منابع اصلی تأمین آب مورد نیاز کشاورزی و دامداری منطقه بوده‌اند که به دلیل خشکسالی‌های متعدد و شدید اخیر میزان آبدهی این چشمه‌ها به‌طور محسوسی کاهش یافته‌است.